# Румынская философия
Румынская философия (рум. filosofie românească) – национальная философская традиция в рамках европейской философии. Совокупность философских произведений, написанных этническими румынами, либо на румынском языке, либо на территории Румынии, выражающих основные черты духовной жизни и философское мировоззрение румынского народа.

## Особенности румынской философии
Дискуссия о существовании румынской философии имеет три этапа.
Между двумя мировыми войнами, после возникновения Великой Румынии, румынская национальная идентичность пережила кризис. Поскольку она больше не была сосредоточена на ближайших политических целях (национальные права, независимость, национальное единство), идентичность приобрела более ярко выраженный культурный характер. Поэтому дискуссии о «национальной специфике» в историографии, литературе и философии стали очень распространенными. Первая история румынской философии была опубликована в 1922 году Марином Штефэнеску, доказав, что философское мышление в Румынии достигло уровня саморефлексии; другими словами, он осознал себя. Общий вывод межвоенных дискуссий, в которых участвовали почти все известные философы, заключался в том, что существует собственно румынская философия, которая выделяется среди других национальных философий. Константин Нойка, который стал одним из самых выдающихся румынских философов, с самого начала думал, что румынская философия характеризуется язычеством, космицизмом (то есть отсутствием резкого отделения мира человека от трансцендентности) и детерминизма (или, скорее, «фатализма»).
В период после коммунизма 1965 года существование определенной румынской философии стало неоспоримой догмой. Официальные нарративы, находящиеся под сильным влиянием национал-коммунистической и так называемой протохронистской идеологии, говорили даже о «философии гетто-даков». Они утверждали преемственность философского видения от даков через фольклор до современных авторов. Излишне говорить, что «материалистический» характер румынской философии и другие претензии на официальную догму отсутствовали или были сильно преувеличены. Однако некоторые важные немарксистские авторы, такие как Нойка, также настаивали на уникальности румынского философского мышления. Нойка даже написал книгу под названием «Румынское чувство бытия».
После падения коммунистического режима в 1989 году эта дискуссия возобновилась. Есть мнение, что есть румынские философы, но нет румынской философии. Другими словами, фраза «румынская философия» имеет чисто историко-географическое содержание. Противоположная точка зрения состоит в двух тезисах: 1) не все европейские народы имеют свою национальную философию; 2) румынская нация имеет свою особую национальную философию, которая продолжает на более высоком уровне ее традиционное мировоззрение. Статья из «Энциклопедии философии Рутледжа», посвященная философии в Румынии, похоже, придерживается более слабой версии второй позиции. Признано существование румынской философии, но она не связана ни с национальным этосом, ни с этнической сущностью румын. Таким образом, авторы говорят: «На пике своего развития между двумя мировыми войнами румынская философия имела следующие характерные черты: она была тесно связана с литературой в том смысле, что большинство румынских философов были также важными писателями; она проявляла чрезмерную озабоченность. с проблемой румынской идентичности; он был вовлечен в исторические, политические и идеологические дебаты Румынии, подогревая настроения в пользу или против вестернизации и модернизации; он быстро синхронизировался с западным философским мышлением; и ему не хватало (и остается) этического мышления . " (Марта Петреу, Мирча Флонта, Иоан Лучиан Мунтян, «Румыния, философия в» из Энциклопедии философии Routledge, 2004 г.)